# Billy Meredith
Vous lisez un « bon article » labellisé en 2016.
Pour les articles homonymes, voir Meredith.
William Henry Meredith, dit Billy Meredith, né le 30 juillet 1874 à Chirk (Pays de Galles) et mort le 19 avril 1958 à Withington (Angleterre), était un footballeur international gallois, qui évoluait au poste d'attaquant.
Meredith est l'une des premières gloires du football. Il est sélectionné à quarante-huit reprises en équipe du pays de Galles en tant que joueur de Manchester City puis de Manchester United. Il marque onze buts pour sa sélection nationale et remporte deux fois le British Home Championship, qui oppose les sélections des nations constitutives britanniques. Il occupe principalement le poste d'ailier droit où il montre l'étendue de ses qualités, de dribble, de passe, de centre et de tir, notamment. Très professionnel, il est entièrement dévoué à son sport au point de ne jamais boire d'alcool ni de fumer et d'inciter certains de ses coéquipiers à en faire de même. Meredith s'impose au haut niveau grâce à ses qualités physiques qu'il a forgées en travaillant dans les mines durant sa jeunesse. Il est également connu pour mâcher un cure-dent durant ses matchs.
En vingt-sept saisons de Football League, de 1892 à 1924, il marque 176 buts en 740 matchs de championnats et coupes. Il joue pour le Chirk AAA FC avant de rejoindre le Northwich Victoria Football Club en 1892. Sa carrière décolle en 1894 lorsqu'il rejoint le Manchester City Football Club et qu'il devient joueur professionnel en janvier 1895. Il est le capitaine des Citizens lors du premier grand succès du club face au Bolton Wanderers Football Club en finale de FA Cup, la Coupe d'Angleterre, en 1904. Il rejoint en mai 1906 le Manchester United Football Club, après avoir tenté de soudoyer le joueur d'Aston Villa Alex Leake pour que les Vilains perdent un match. Il est sacré champion d'Angleterre en 1908 et 1911, remporte une nouvelle FA Cup en 1909 ainsi que deux Charity Shield. Il participe également à la création du syndicat Players' Union, précurseur de la Professional Footballers' Association. Il retourne à Manchester City en 1921, alors qu'il est âgé de 47 ans, et joue trente-deux matchs avant de prendre sa retraite en 1924. Il devient ainsi le joueur le plus âgé ayant joué pour Manchester City, Manchester United et l'équipe du pays de Galles.

## Biographie

### Enfance et débuts en football (jusqu'en 1894)
Billy Meredith naît le 30 juillet 1874 à Chirk au Pays de Galles. Il commence à travailler dès l'âge de 12 ans dans la mine de Black Park comme conducteur de chevaux,. Il y passe huit ans de sa vie avant de travailler pour l'industrie, qui traverse l'une des périodes les plus dures de son histoire. Il est rapidement victime, à l'instar des ouvriers qu'il côtoie, de sanctions telles que des retraits sur salaire de 25%. À la suite de ces sanctions, Meredith forge ses opinions politiques, qui le poussent par la suite à s'engager au niveau syndical, en prenant part aux nombreuses grèves de l'époque. Billy commence à s'intéresser au football grâce à ses grands frères. Elias, l'aîné de la famille, travaille comme conducteur de train pour la compagnie de train Lankashire and Yorkshire Railway. Ce travail lui permet d'emmener son frère Billy voir des matchs entre des clubs professionnels, comme celui d'Everton. Le football est alors une activité très répandue chez les mineurs et constitue l'un de leurs seuls moments de détente. Le niveau des équipes amateurs dans lesquelles jouent ces mineurs est ainsi très élevé au Nord du pays de Galles. Chirk, par exemple, gagne à cinq reprises la Coupe du pays de Galles entre 1887 et 1894 avec de nombreux mineurs, tous amateurs, au sein de l'équipe. Tous les frères Meredith jouent au football, mais le premier à faire état d'un bon niveau est Sam, de deux ans l'aîné de Billy ; il quitte ainsi Chirk pour tenter sa chance à Stoke City, au poste de défenseur.
Meredith fait ses débuts avec l'équipe première de Chirk en septembre 1892. Le club joue alors dans The combination, un championnat regroupant les clubs de petites villes et les équipes réserves de grands clubs. À la fin de la saison, il joue la finale de la Welsh Cup (coupe du pays de Galles) 1893, que le club perd sur le score de deux buts à un. Chirk se retire du championnat en 1893 et entre dans la Ligue de football du pays de Galles puisque, à cause des grèves, les affluences dans les stades sont beaucoup moins grandes. Afin de gagner un salaire plus important, Meredith, tout en jouant pour Chrik, accepte une offre de Northwich Victoria FC qui évolue en Football League et qui lui offre une petite rémunération. Northwich est alors en difficulté et doit quitter la Football League après avoir terminé dernier du championnat de deuxième division lors de la saison 1893-1894. Le club ne remporte que trois matchs, durant lesquels Meredith parvient à s'illustrer. De retour à Chirk, il remporte en 1894 son premier titre, la Coupe du pays de Galles.

### Manchester City de 1894 à 1906

#### Débuts à Manchester City et passage en professionnel en 1895
Les performances de Meredith avec Northwitch attirent rapidement l'attention d'autres clubs de Football League. Le défenseur central Di Jones (en), ancien joueur de Chirk, qui joue alors pour le Bolton Wanderers FC évoque un possible transfert dans ce club avec Meredith mais un dirigeant ne souhaite finalement pas le recruter, pensant qu'il est encore inexpérimenté. Lawrence Furniss, dirigeant au Ardwick Association Football Club, le repère lors d'un match de Northwich qu'il arbitre. Meredith joue d'ailleurs lors de deux confrontations entre les deux clubs. En 1894, Manchester City décide de recruter, au plus vite, Meredith et envoie deux dirigeants au pays de Galles pour le faire signer au club,. Les deux dirigeants auraient été reçus avec crainte. Des anecdotes de l'époque racontent qu'ils auraient été chassés par les locaux, et qu'ils avaient dû acheter de l'alcool aux mineurs de la ville pour obtenir le droit de parler à Meredith. Le joueur ne souhaite, alors, pas quitter la ville et sa mère est totalement contre cette idée. Elle déclare, en anglais : « It is all very well for you gentlemen to leave your big cities and come to our villages to steal our boys away ... Our boys are happy and healthy, satisfied with their work and innocent amusements ... if Billy takes my advice he will stick to his work and play football for his own amusement when work is finished. »,. Billy Meredith signe finalement à Manchester City, mais en tant qu'amateur. Pendant au moins un an, il continue de travailler à la mine et réalise les déplacements entre Chirk et les villes où joue son club pour participer aux matchs.
Meredith fait ses débuts avec Ardwick lors d'une défaite cinq buts à quatre contre le club de Newcastle United Football Club. La semaine suivante, il joue pour la première fois à domicile, à Hyde Road, et marque deux fois contre Newton Heath dans le premier derby de Manchester. Les joueurs de City perdent ce match sur le score de cinq buts à deux. Meredith passe professionnel en janvier 1895 et termine la saison 1894-1895 avec douze buts marqués en dix-huit rencontres joués, soit seulement trois réalisations de moins que le meilleur buteur Pat Finnerhan qui a pourtant joué douze matchs de plus que Meredith.

#### Star incontestée du club à partir de 1895

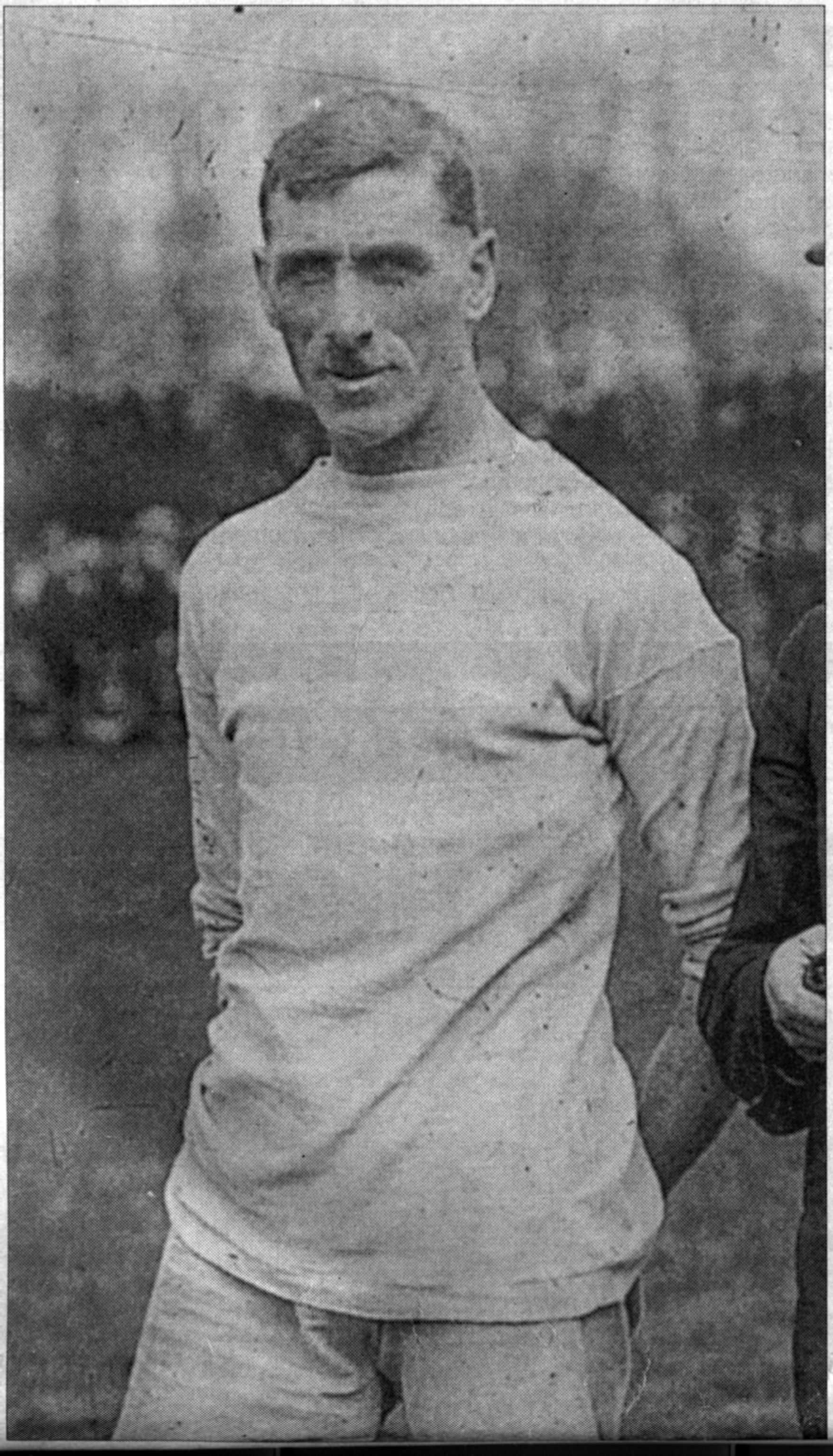
Billy Meredith avec Manchester City, en 1903

Lors de sa première saison complète avec Manchester City, Meredith termine meilleur buteur. Il est désigné capitaine dès sa deuxième saison avec le club, alors qu'il n'a que 21 ans. Le club termine vice-champion de Second Division en 1895-1896, mais ne parvient pas à être promu après de lourdes défaites face à West Bromwich Albion et Small Heath lors des matchs de barrage. Après le départ de son coéquipier Pat Finnerhan en mars 1897 pour le Liverpool FC, Meredith devient la star du club et de la ville.
William Smith devient son coéquipier lors de la saison 1897-1898, alors que Billie Gillespie est replacé au poste d'avant centre. Grâce aux centres et multiples passes décisives de Meredith, Gillespie parvient à marquer 19 buts. Meredith, lui, en inscrit sept de moins sur cette saison. Il joue également le rôle de mentor pour Gillespie, à peine plus jeune que lui, en l'écartant des virées festives en l'emmenant à la pêche, par exemple. Lors du dernier match de la saison, Meredith marque son premier triplé avec le club qui remporte le match neuf buts à zéro contre Burton Swifts.
Lors de la saison 1898-1899, Manchester City domine la Second Division et le club valide sa montée en remportant le championnat. Jimmy Ross, un ailier considéré par Meredith comme son « héros préféré », renforce l'équipe durant l'année pour que le club reste sur sa lancée. Meredith marque trente buts en 34 matchs, dont des coups du chapeau face à Grimsby Town, Loughborough, Darwen FC et Barnsley FC.
Lors de la saison 1899-1900, Meredith marque le premier but de Manchester City en First Division lors de la première journée du championnat. Le club perd néanmoins quatre buts à trois face à Blackburn Rovers, le 2 septembre à Ewood Park. Sept jours plus tard, il marque deux buts lors de la victoire quatre buts à zéro, à domicile, face à Derby County. Ce jour-là, « il maîtrise le match » en dribblant, notamment, sur toute la longueur du terrain avant de placer un tir puissant dans la lucarne du gardien adverse, Jack Fryer.

#### Difficultés pour Meredith et City entre 1900 et 1902
Durant la saison 1900-1901, les défenses de First Division se focalisent sur Meredith et l'empêchent de développer son jeu. Avec le traitement rugueux que lui réservent les équipes du championnat, il ne marque que huit buts en 35 rencontres disputées. L'entraîneur du Liverpool FC, Tom Watson, se sent même obligé d'envoyer une lettre au club de Manchester City pour démentir le fait qu'un dirigeant du club ait déclaré que « tout ce que l'équipe doit faire, c'est surveiller Meredith - les autres ne sont pas importants ».
Meredith trouve le chemin des filets à huit reprises lors de la saison 1901-1902, durant laquelle Manchester City est relégué en Second Division. L'entraîneur du club, Sam Ormerod, utilise 29 joueurs différents lors des vingt premières rencontres, son équipe perdant treize matchs sur cette période. Ormerod est contraint de quitter le club, alors que de nouveaux dirigeants commencent à recruter de jeunes et prometteurs joueurs écossais. Le nouvel entraîneur Tom Maley souhaite que Meredith arrête de s'écarter de sa position, et qu'il se focalise complètement sur son rôle d'attaquant.

#### Premiers trophées avec City (1902-1904)
Pour ce retour en Second Division, Meredith marque 22 buts en 37 rencontres dont un triplé face au Chesterfield FC et Manchester City retrouve, deux ans après sa relégation, la First Division. Maley recrute alors un nouveau milieu offensif droit, Jimmy Bannister, qui, grâce à ses nombreuses prises de risque, parvient à servir régulièrement Meredith. Il replace Sammy Frost au poste de milieu défensif afin de récupérer plus rapidement les ballons et atteindre plus facilement Meredith ; il recrute Frank Booth pour équilibrer l'attaque sur le côté droit. Maley développe un jeu davantage porté sur le collectif, ce qui permet à Meredith de moins subir la pression des défenseurs adverses.
Meredith fait équipe avec George Livingstone capable d'alimenter Billy et le reste de son équipe avec des passes de qualité, lors de la saison 1903-1904. Après un match nul contre Sunderland FC au premier tour de la FA Cup, Meredith est le "maître à jouer" de son équipe qui remporte le match trois buts à deux à Hyde Road. City parvient en demi-finale de la compétition après avoir remporté les matchs contre Woolwich Arsenal et Middlesbrough FC. Ils remportent le match trois buts à un contre The Wednesday au Goodison Park, Meredith marquant un but et délivrant deux passes décisives pour qualifier son équipe en finale de la Cup. L'adversaire des Citizens à Crystal Palace est le club de Second Division Bolton Wanderers. Meredith se montre plutôt optimiste pour cette finale, mais reste prudent quant au déroulement du match. Il déclare : « On doit gagner... si l'on joue comme d'habitude la Cup est pour nous... mais c'est une finale de coupe donc tout est possible. ». Après seulement vingt minutes de jeu, Livingstone trouve Meredith sur un long ballon et l'attaquant gallois trompe le gardien adverse, Dai Davies, marquant ainsi le seul but de la rencontre. En tant que capitaine de l'équipe, Meredith soulève le trophée remis par le premier ministre Arthur Balfour. Néanmoins les supporters de Bolton affirment, encore longtemps après le match, que Meredith était hors-jeu.

#### Dernières saisons au club et controverse
Billy Meredith marque neuf buts en 36 matchs lors de la saison 1904-1905 et termine en deuxième position du championnat, à seulement deux points du champion Newcastle United. Néanmoins, Meredith vit une fin de saison compliquée avec les Citizens. Lors du dernier match de championnat de cette saison 1904-1905, Manchester City doit battre Aston Villa pour remporter le titre. Le match est tendu, les joueurs des deux équipes s'affrontent à plusieurs reprises, tant physiquement que verbalement. Le match, très serré, se termine par une défaite de City trois buts à deux au Villa Park qui anéantit tous les espoirs de remporter le championnat,,. Après le match, Alex Leake, le capitaine des Vilains, affirme que Billy Meredith lui a offert un pot-de-vin de 10 £ pour que son équipe perde le match,,. Après une enquête de la fédération, Meredith est jugé coupable par la Football Association, et écope d'une amende et d'une suspension de 18 mois. Le joueur gallois préfère nier totalement les faits avant d'avouer sa culpabilité,. Puisque son club refuse de l'aider financièrement, Meredith rend public les nombreux défauts de paiements et les paiements illégaux de Manchester City. Il est placé sur la liste des transferts en mai 1906 après avoir assuré qu'il avait uniquement tenté de soudoyer Leake selon les ordres de son entraîneur Tom Maley. Une enquête de la fédération aboutit à une amende de 900 £ pour le club, une interdiction à vie d'exercer pour les dirigeants, de longues suspensions pour les joueurs ainsi qu'à une vente forcée de tout le personnel du club,,.

« Vous confirmez la sévère condamnation prise par la Commission à MON ENCONTRE et déclarez que ce que j'ai commis contre Aston Villa aurait pu m'écarter définitivement du football. Pourquoi SEULEMENT MOI ? quand j'ai été le porte-parole des autres, tout aussi coupables. »

— Billy Meredith, lettre ouverte à Athletic News

### Manchester United (1906-1921)

#### Débuts et premiers trophées avec United
En mai 1906, tandis qu'il est encore suspendu, Meredith part à Manchester United. Il est transféré gratuitement au club et reçoit 500 £ à sa signature. C'est à contrecœur que Manchester City accepte ce transfert gratuit. Il revient de suspension le 1er janvier 1907 et marque ses débuts avec son nouveau club par une passe décisive pour Sandy Turnbull qui marque le seul but du match contre Aston Villa. Avec Turnbull, Meredith est rejoint à Manchester United par d'anciens coéquipiers à City : Jimmy Bannister et Herbet Burgess. Les nouveaux attaquants de United renforcent encore le club qui dispose déjà de bons milieux de terrain ou défenseurs comme le capitaine Charlie Roberts où les joueurs Dick Duckworth et Alex Bell. Lors de cette saison 1906-1907, Meredith et les siens terminent en huitième position de la First Division.
L'entraîneur Ernest Mangnall signe Jimmy Turnbull pour compléter la ligne d'attaque de Manchester United. Meredith, Bannister et les frères Turnbull sont la force de United durant la saison 1907-1908. United remporte le titre avec neuf points d'avance sur Aston Villa et remporte la FA Charity Shield 1908, première édition du Charity Shield, sur une victoire quatre buts à zéro contre Queens Park Rangers, à Stamford Bridge.
United termine à une décevante treizième place lors de la saison 1908-1909. Meredith est suspendu pendant le mois de janvier 1909 pour avoir frappé un joueur de Brighton & Hove Albion lors d'un match de FA Cup. Le club atteint la finale de cette-même compétition après avoir éliminé Brighton & Hove Albion, Everton FC, Blackburn Rovers, Burnley FC et Newcastle United. La finale oppose, au Crystal Palace National Sports Centre, Manchester United à Bristol City, dont le capitaine est Billy Wedlock,. Sandy Turnbull marque le but décisif d'une partie décrite comme ennuyeuse. Meredith, quant à lui, rejette les observations faites après le match en déclarant que « c'était un bon match, un football vif, rapide et passionnant, avec des arrêts exceptionnels et des tentatives de chaque côté ». Meredith et ses coéquipiers fêtent la victoire en musique, avec des stars du Music Hall telles que George Robey.
En 1909-1910, Manchester United termine cinquième et le club est éliminé au premier tour de la FA Cup après une défaite face au Burnley FC, à Turf Moor. Néanmoins, le club continue de progresser sous la direction du président John Henry Davies, qui investit beaucoup dans le club, tandis qu'Old Trafford ouvre ses portes en février 1910.
Harold Halse, d'abord prévu pour épauler Billy Meredith durant la saison 1910-1911 est préféré à Jackie Sheldon, qui comprend mieux ce que « nécessite Meredith ». Après la défaite dans l'avant-dernier match de championnat au Villa Park, Manchester United espère une défaite d'Aston Villa lors de la dernière journée face au Liverpool FC et une victoire face aux troisième Sunderland AFC. United est mené un à zéro avant que Meredith ne délivre un centre pour son coéquipier Enoch West qui trompe le gardien adverse. Quatre buts sont ensuite inscrits par les Mancuniens qui remportent le match cinq buts à un et s'offrent un deuxième titre de champion d'Angleterre.
Meredith participe au Charity Shield 1911 remporté par son équipe après une victoire huit buts à quatre contre Swindon Town à Stamford Bridge. Néanmoins, la saison 1911-1912 est décevante pour le club puisqu'il termine 13e et voit son entraîneur partir chez les rivaux de Manchester City. Le match caritatif de Meredith, promis par Manchester City, a lieu le 7 septembre 1912 entre Manchester United et Manchester City. La fédération galloise fait par ailleurs un don au footballeur pour soutenir sa cause. Le match attire au total 39 911 spectateurs et 1 400 £ sont récoltés.

#### Litiges avec le club à partir de 1912

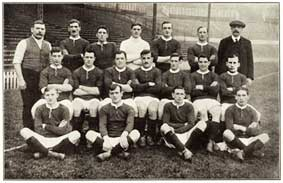
Billy Meredith, en haut à gauche, avec l'équipe de Manchester United lors de la saison 1913-1914

Le nouvel entraîneur John Bentley amène United en quatrième position du championnat lors de la saison 1912-1913. Il délaisse progressivement Billy Meredith et lui préfère le jeune Jackie Sheldon. Le joueur gallois fait les gros titres dans la presse principalement à cause de ses litiges avec le club, notamment au sujet des choix de l'entraîneur. Le club glisse à la quatorzième position en championnat en 1913-1914 et évite de justesse la relégation en 1914-1915 grâce à une victoire deux buts à zéro à Old Trafford contre Liverpool FC. Un scandale de match truqué éclate après cette rencontre, des joueurs de chaque équipe ayant parié avant ce match. Meredith ne fait pas partie de ces parieurs et exprime son indignation après le match, ses coéquipiers ayant refusé de lui faire des passes durant toute la rencontre.
Pendant la Première Guerre mondiale, Meredith joue un match contre Manchester United, en tant qu'invité pour le club de Port Vale qui remporte le match cinq buts à deux au Old Recreation Ground. Énervé par les retards de paiements des recettes de ses matchs caritatifs, Billy Meredith joue également en tant qu'invité pour Manchester City. Après la fin de la guerre, le Gallois demande un transfert, gratuit, vers un autre club. Très frustré de voir que Manchester United demande des indemnités de transfert pour son joueur il affirme que le marché des transferts est « dégradant » pour les joueurs. Le 7 mai 1921, à l'âge de 46 ans et 281 jours, il devient le joueur le plus âgé à avoir porté les couleurs de Manchester United, en rentrant sur le terrain face à Derby County.

### Retour à Manchester City (1921-1924)
En 1921, il est transféré gratuitement à City et revient dans le club où il a brillé, plus jeune,. Il continue à jouer avec son habituel cure-dent dans la bouche pour ce club jusqu’à l’âge de 49 ans. Il joue 25 matchs lors de la saison 1921-1922 et aide son équipe à s'imposer lors du derby face au rival Manchester United. Il participe à un seul match durant la saison 1922-1923, lors du dernier match de la saison à Hyde Road. Lors de la saison 1923-1924, il joue quatre matchs de FA Cup et deux matchs de First Division. Son entraîneur, lors de cette saison, surprend et rend inquiet tout Manchester lorsqu'il le sélectionne pour jouer le match de Coupe d’Angleterre, contre Brighton & Hove Albion, une victoire cinq buts à un. Il parvient même à marquer un but lors de ce match sur une erreur, toutefois, du gardien adverse. Il joue les deux matchs contre Cardiff City, lors du tour suivant, et délivre une passe décisive pour le but de la qualification. Son dernier match est joué à l’âge de 49 ans et 245 jours lors de la demi-finale de la FA Cup contre Newcastle United, une défaite deux buts à un, faisant ainsi de lui le joueur le plus âgé ayant joué pour Manchester City,.

### Carrière internationale

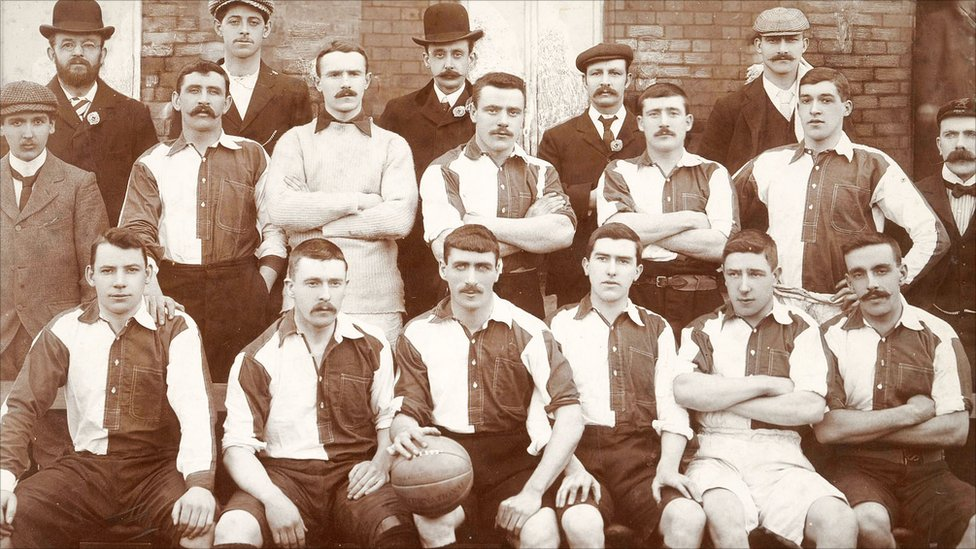
Meredith (assis au centre, tenant le ballon) et l'équipe nationale au cours du British Home Championship, 1901.

Meredith joue son premier match pour le Pays de Galles lors d'un match nul, deux buts partout, contre l'Irlande le 16 mars 1895 à Belfast. Durant les années 1890, il est sélectionné à douze reprises mais rate six rencontres puisque son club lui impose de ne pas participer aux matchs ayant lieu durant les journées de championnat. L'équipe du pays de Galles pouvait concurrencer l'Irlande mais elle était fréquemment battue par l'Angleterre ou l'Écosse. Le 26 mars 1900, la sélection joue pour la première fois dans le sud du pays de Galles, au Cardiff Arms Park, et Meredith marque un but synonyme de match nul contre l'Angleterre. Après sa suspension, Billy revient en équipe nationale et remporte la British Home Championship en 1907. Il s'agit de la première victoire du pays de Galles dans cette compétition. Capitaine de la sélection, il marque lors de la victoire trois buts à deux contre l'Irlande, le pays de Galles remporte ensuite, un but à zéro, le match contre l'Écosse et fait match nul, un but partout, contre l'Angleterre. Les Gallois ont vu l'arbitre leur refuser un penalty et Meredith déclarera ensuite : « Peu importe, le petit pays de Galles gagnera un jour [contre l'Angleterre] ».
Après des matchs nuls contre l'Irlande et l'Écosse, Meredith permet au pays de Galles de remporter la British Home Championship en battant l'Angleterre deux buts à un à Highbury. C'est alors sa deuxième victoire, seulement, face aux Anglais, après vingt rencontres disputées entre les deux pays. Il s'agit de la dernière de ses 48 sélections. Plus tard, son record de sélections avec son pays est dépassé, mais il reste le joueur le plus âgé à jouer pour la sélection galloise puisqu'il a 45 ans et 229 jours lorsqu'il joue son dernier match contre l'Angleterre. Convoqué à 71 reprises par les sélectionneurs gallois, il ne peut disputer que 48 matchs, son club refusant à plusieurs reprises de le laisser évoluer en sélection.

### Vie privée et héritage

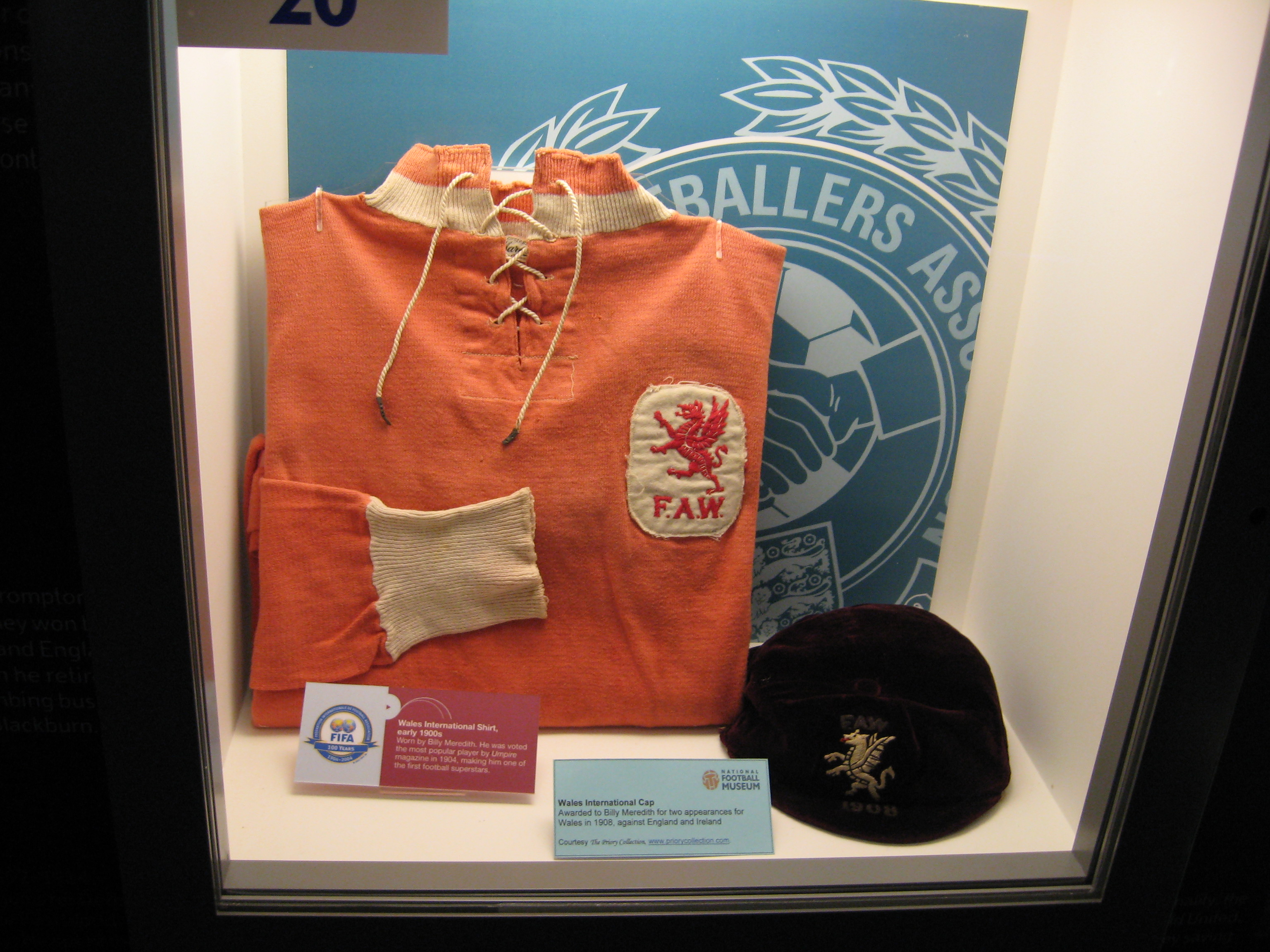
Le chandail et la casquette de Billy Meredith, exposés à Preston, au National Football Museum

Billy Meredith épouse Ellen Negus en 1901 et le couple a deux filles. Il est un important soutien du Parti libéral. Il dirige plusieurs entreprises durant sa vie, avec peu de succès pour la plupart. Il est d'ailleurs déclaré ruiné, en juillet 1909, après que sa boutique de vêtements ait été détruite dans un incendie. Durant les années 1910, il tient un pub bien qu'il ne boive pas et s'intéresse ensuite à l'industrie du cinéma, en achetant notamment des actions dans les cinémas de Stretford dans les années 1930,. Il joue également son propre rôle d'entraîneur, en 1926, dans le film muet The Ball of Fortune, qui reçoit de plutôt bonnes critiques à sa sortie. En 1928, avec son ancien coéquipier Charlie Roberts, il devient l'entraîneur de l'ambitieux club Manchester Central (en) qui disparaît quelques années plus tard, en 1932. Le beau-fils de Meredith, Charlie Pringle, est également joueur de football professionnel et capitaine de Manchester City. Passionné par le football, il passe une grande partie de sa retraite à débattre et discuter des matchs avec ses anciens coéquipiers et les clients de son hôtel, le Stretford Road Hotel, qu'il dirige de 1930 à 1945,. Il ne rate également que peu de matchs du Pays de Galles durant les années 1920 et 1930.
Billy Meredith meurt à Withington, le 19 avril 1958 à l'âge de 83 ans, peu après la tragédie du crash aérien de Munich en 1958, qui a coûté la vie à huit joueurs de Manchester United. De nombreuses années après son enterrement dans une tombe anonyme, la Professional Footballers’ Association, la Fédération du pays de Galles de football, les clubs de Manchester United et Manchester City décident de financer l'entretien d'une nouvelle pierre tombale. Meredith fait partie du Hall of Fame de Manchester City au City of Manchester Stadium. En août 2007, Billy Meredith est annoncé parmi les dix nouveaux entrants au English Football Hall of Fame.

## Style de jeu
Billy Meredith, tout au long de sa carrière, évite les blessures, malgré la rugosité du jeu de l'époque. Cela est principalement dû à son équilibre et son agilité, qui lui permettent d'éviter ou de remporter de nombreux et dangereux duels et à sa force physique qu'il avait acquise en travaillant dans les mines durant sa jeunesse. Extrêmement professionnel, il passe la plupart de son temps à faire dans des entraînements supplémentaires et conserve, jusqu'à la fin de sa carrière, une parfaite forme physique en évitant l’alcool et le tabac. Durant chacun de ces matchs, il se distingue des autres joueurs en mâchant un cure-dent. Ce geste est immortalisé à plusieurs reprises par des dessinateurs.
En 1947, Meredith critique Stanley Matthews et le manque de profondeur et de jeu direct des années 1940 et, explique ce qu'il devait faire en tant que joueur : « Je savais ce qui était attendu de moi - prendre l'avantage sur le latéral et le défenseur central puis amener le ballon jusqu'au poteau de corner et centrer. ». Sa conduite de balle et ses contrôles sont sans précédent, et empêchent ses adversaires de le tacler. Il est un centreur et passeur d'une extrême précision. Sa qualité de centre et sa faculté à dribbler lui procurent un avantage certain par rapport aux autres ailiers de l'époque qui ne comptent, alors, que sur leur vitesse pour battre leurs adversaires. En plus de ses qualités d'ailier, sa puissante frappe de balle lui permet de marquer des buts de loin ainsi que de reprendre de volée les centres de son ailier gauche,.
Meredith, tout au long de sa carrière, fait face à des défenses très agressives et rugueuses, qui n'hésitent pas à l'isoler et à le bloquer à l'aide quatre joueurs dans un coin du terrain. Son talent étant rapidement connu de tous, les défenses anglaises s'organisent et tentent d'isoler le joueur de ses coéquipiers, allant même jusqu'à désigner un joueur responsable de Meredith. Cela le rend souvent tributaire d'un milieu de terrain qui cherche à porter le ballon jusqu'à l'ailier gallois sans pour autant marquer ou attendre la gloire en retour. Un latéral efficace permet aussi à Meredith de s'exprimer en recevant des ballons sur l'aile droite. Les équipes de Manchester disposent également d'un attaquant de pointe suffisamment habile pour convertir chacune des passes de Meredith.

## Players' Union (syndicat des joueurs)
Billy Meredith organise le premier rassemblement du Players' Union (PU) en décembre 1907. Meredith fait d'abord partie de l'Association Footballers' Union (AFU), la première tentative de création d'un syndicat de joueurs en Angleterre. Le PU, au même titre que l'AFU souhaite un assouplissement des restrictions sur les transferts et les salaires. Certains joueurs estiment qu'un système plus libre et moins restrictif pour les salaires ne respecterait pas les valeurs et principes du football amateur ; Meredith, lui, considère que ces mots sonnent creux tant les dirigeants et actionnaires des clubs font d'importants profits. Lors du premier rassemblement annuel de décembre 1908, le syndicat déclare que l'objectif du PU est de permettre les salaires illimités, les transferts d'un club à un autre club et la possibilité pour les joueurs de toucher un pourcentage de ces transferts.
Le syndicat réalise plusieurs grèves, en particulier durant les matchs internationaux ce qui pousse la Fédération anglaise de football à insister, en avril 1909 pour que tous les joueurs acceptent de quitter le PU et d'être fidèles à la Fédération. Toute l'équipe de Manchester United est suspendue après que le club ait refusé de délivrer des contrats révisés selon les demandes des joueurs. Le club a alors suspendu le paiement de ses joueurs qui réagissent en dérobant des décorations dans le bureau du club, avant que Mangnall ne les persuade de rendre ces objets. Les joueurs ont continué de s'entraîner et le capitaine Charlie Roberts nomme le groupe Outcasts F.C.. La fédération organise un rassemblement avec 200 joueurs, ceux d'Outcasts exclus, mais le discours du président Charles Clegg ne convainc pas les joueurs présents et la FA doit accepter et reconnaître le PU.
En octobre 1909, les joueurs syndiqués votent pour valider ou non l'adhésion du PU à la General Federation of Trade Unions (GFTU). Le vote se solde par un "non" synonyme de refus de l'appui du GFTU, et de soutien du point de vue de la Fédération qui estime que la condition des footballeurs professionnels est diamétralement opposée de celle des ouvriers anglais. Meredith déplore, en novembre 1909, au sujet de la ligue, le fait que « beaucoup de joueurs refusent de prendre les choses au sérieux et continuer à vivre comme des écoliers ».

## Statistiques

### En club
| Saison                | Club                  | Championnat           | Championnat | Championnat | Coupe(s) nationale(s) | Coupe(s) nationale(s) | Charity Shield | Charity Shield | Matchs de barrages | Matchs de barrages | Total | Total |
| Saison                | Club                  | Division              | M.          | B.          | M.                    | B.                    | M.             | B.             | M.                 | B.                 | M.    | B.    |
| 1892-1893             | Northwich Victoria    | Second Division       |             |             | -                     | -                     | -              | -              | -                  | -                  | 0     | 0     |
| 1893-1894             | Northwich Victoria    | Second Division       |             |             | -                     | -                     | -              | -              | -                  | -                  | 0     | 0     |
| Sous-total            | Sous-total            | Sous-total            | 11          | 5           | -                     | -                     | -              | -              | -                  | -                  | 11    | 5     |
| 1894-1895             | Manchester City       | Second Division       | 18          | 12          | -                     | -                     | -              | -              | -                  | -                  | 18    | 12    |
| 1895-1896             | Manchester City       | Second Division       | 29          | 12          | -                     | -                     | -              | -              | 4                  | 1                  | 33    | 13    |
| 1896-1897             | Manchester City       | Second Division       | 28          | 9           | 1                     | 0                     | -              | -              | -                  | -                  | 29    | 9     |
| 1897-1898             | Manchester City       | Second Division       | 30          | 12          | 2                     | 0                     | -              | -              | -                  | -                  | 32    | 12    |
| 1898-1899             | Manchester City       | Second Division       | 33          | 29          | 1                     | 1                     | -              | -              | -                  | -                  | 34    | 30    |
| 1899-1900             | Manchester City       | First Division        | 33          | 14          | 2                     | 0                     | -              | -              | -                  | -                  | 35    | 14    |
| 1900-1901             | Manchester City       | First Division        | 34          | 7           | 1                     | 0                     | -              | -              | -                  | -                  | 35    | 7     |
| 1901-1902             | Manchester City       | First Division        | 33          | 8           | 3                     | 0                     | -              | -              | -                  | -                  | 36    | 8     |
| 1902-1903             | Manchester City       | Second Division       | 34          | 7           | 1                     | 0                     | -              | -              | -                  | -                  | 35    | 7     |
| 1903-1904             | Manchester City       | First Division        | 34          | 11          | 6                     | 2                     | -              | -              | -                  | -                  | 40    | 13    |
| 1904-1905             | Manchester City       | First Division        | 33          | 8           | 2                     | 1                     | -              | -              | -                  | -                  | 35    | 9     |
| 1905-1906             | Manchester City       | First Division        | -           | -           | -                     | -                     | -              | -              | -                  | -                  | 0     | 0     |
| Sous-total            | Sous-total            | Sous-total            | 339         | 129         | 19                    | 4                     | -              | -              | 4                  | 1                  | 362   | 134   |
| 1906-1907             | Manchester United     | First Division        | 16          | 5           | 2                     | 0                     | -              | -              | -                  | -                  | 18    | 5     |
| 1907-1908             | Manchester United     | First Division        | 37          | 10          | 4                     | 0                     | 2              | 1              | -                  | -                  | 43    | 11    |
| 1908-1909             | Manchester United     | First Division        | 34          | 0           | 4                     | 0                     | -              | -              | -                  | -                  | 38    | 0     |
| 1909-1910             | Manchester United     | First Division        | 31          | 5           | 1                     | 0                     | -              | -              | -                  | -                  | 32    | 5     |
| 1910-1911             | Manchester United     | First Division        | 35          | 5           | 3                     | 0                     | -              | -              | -                  | -                  | 38    | 5     |
| 1911-1912             | Manchester United     | First Division        | 35          | 3           | 6                     | 0                     | 1              | 0              | -                  | -                  | 42    | 3     |
| 1912-1913             | Manchester United     | First Division        | 22          | 2           | 5                     | 0                     | -              | -              | -                  | -                  | 27    | 2     |
| 1913-1914             | Manchester United     | First Division        | 34          | 2           | 1                     | 0                     | -              | -              | -                  | -                  | 35    | 2     |
| 1914-1915             | Manchester United     | First Division        | 26          | 0           | 1                     | 0                     | -              | -              | -                  | -                  | 27    | 0     |
| 1915-1919             | Manchester United     | -                     | -           | -           | -                     | -                     | -              | -              | -                  | -                  | 0     | 0     |
| 1919-1920             | Manchester United     | First Division        | 19          | 2           | 2                     | 0                     | -              | -              | -                  | -                  | 21    | 2     |
| 1920-1921             | Manchester United     | First Division        | 14          | 1           | -                     | -                     | -              | -              | -                  | -                  | 14    | 1     |
| Sous-total            | Sous-total            | Sous-total            | 303         | 35          | 29                    | 0                     | 3              | 1              | -                  | -                  | 335   | 36    |
| 1921-1922             | Manchester City       | First Division        | 25          | 0           | -                     | -                     | -              | -              | -                  | -                  | 25    | 0     |
| 1922-1923             | Manchester City       | First Division        | 1           | 0           | -                     | -                     | -              | -              | -                  | -                  | 1     | 0     |
| 1923-1924             | Manchester City       | First Division        | 2           | 0           | 4                     | 1                     | -              | -              | -                  | -                  | 6     | 1     |
| Sous-total            | Sous-total            | Sous-total            | 28          | 0           | 4                     | 1                     | -              | -              | -                  | -                  | 32    | 1     |
| Total sur la carrière | Total sur la carrière | Total sur la carrière | 681         | 169         | 52                    | 5                     | 3              | 1              | 4                  | 1                  | 740   | 176   |

### En sélection nationale
| Année | Matchs joués | Buts marqués |
| ----- | ------------ | ------------ |
| 1895  | 2            | 0            |
| 1896  | 2            | 2            |
| 1897  | 3            | 2            |
| 1898  | 2            | 0            |
| 1899  | 1            | 0            |
| 1900  | 2            | 2            |
| 1901  | 2            | 0            |
| 1902  | 2            | 0            |
| 1903  | 3            | 0            |
| 1904  | 1            | 0            |
| 1905  | 2            | 1            |
| 1907  | 3            | 1            |
| 1908  | 2            | 0            |
| 1909  | 3            | 1            |
| 1910  | 3            | 0            |
| 1911  | 3            | 0            |
| 1912  | 3            | 0            |
| 1913  | 3            | 1            |
| 1914  | 3            | 0            |
| 1920  | 3            | 0            |
| Total | 48           | 11           |

Billy Meredith joue 48 matchs avec l'équipe du pays de Galles de football et marque 11 buts pour son pays. Il est pourtant convoqué 71 fois par ses sélectionneurs mais doit négocier avec ses clubs pour participer aux matchs internationaux. Il joue également deux matchs de Victory International après la guerre.
| N° | Compétition               | Date            | Lieu                                | Adversaire           | Score | But(s) |
| -- | ------------------------- | --------------- | ----------------------------------- | -------------------- | ----- | ------ |
| 1  | British Home Championship | 16 mars 1895    | Cliftonville                        | République d'Irlande | 2 - 2 |        |
| 2  | British Home Championship | 18 mars 1895    | Queens Club, Londres                | Angleterre           | 1 - 1 |        |
| 3  | British Home Championship | 29 février 1896 | Racecourse Ground, Wrexham          | République d'Irlande | 6 - 1 | 2      |
| 4  | British Home Championship | 16 mars 1896    | Cardiff Arms Park, Cardiff          | Angleterre           | 1 - 9 |        |
| 5  | British Home Championship | 6 mars 1897     | Cliftonville                        | République d'Irlande | 4 - 3 | 2      |
| 6  | British Home Championship | 20 mars 1897    | Racecourse Ground, Wrexham          | Écosse               | 2 - 2 |        |
| 7  | British Home Championship | 29 mars 1897    | Racecourse Ground, Wrexham          | Angleterre           | 4 - 0 |        |
| 8  | British Home Championship | 19 février 1898 | The Park, Llandudno                 | République d'Irlande | 0 - 1 |        |
| 9  | British Home Championship | 28 mars 1898    | Racecourse Ground, Wrexham          | Angleterre           | 0 - 3 |        |
| 10 | British Home Championship | 20 mars 1899    | Ashton Gate, Bristol                | Écosse               | 4 - 0 |        |
| 11 | British Home Championship | 24 février 1900 | The Oval, Llandudno                 | République d'Irlande | 2 - 0 | 1      |
| 12 | British Home Championship | 26 mars 1900    | Cardiff Arms Park, Cardiff          | Angleterre           | 1 - 1 | 1      |
| 13 | British Home Championship | 18 mars 1901    | St James' Park, Newcastle upon Tyne | Angleterre           | 6 - 0 |        |
| 14 | British Home Championship | 23 mars 1901    | Solitude, Belfast                   | République d'Irlande | 0 - 1 |        |
| 15 | British Home Championship | 3 mars 1902     | Racecourse Ground, Wrexham          | Angleterre           | 0 - 0 |        |
| 16 | British Home Championship | 15 mars 1902    | Cappielow Park, Greenock            | Écosse               | 5 - 1 | 1      |
| 17 | British Home Championship | 2 mars 1903     | Fratton Park, Portsmouth            | Angleterre           | 2 - 1 |        |
| 18 | British Home Championship | 9 mars 1903     | Cardiff Arms Park, Cardiff          | Écosse               | 0 - 1 |        |
| 19 | British Home Championship | 28 mars 1903    | Solitude, Belfast                   | République d'Irlande | 2 - 0 |        |
| 20 | British Home Championship | 29 février 1904 | Racecourse Ground, Wrexham          | Angleterre           | 2 - 2 |        |
| 21 | British Home Championship | 6 mars 1905     | Racecourse Ground, Wrexham          | Écosse               | 3 - 1 | 1      |
| 22 | British Home Championship | 27 mars 1905    | Anfield, Liverpool                  | Angleterre           | 3 - 1 |        |
| 23 | British Home Championship | 23 février 1907 | Solitude, Belfast                   | République d'Irlande | 2 - 3 | 1      |
| 24 | British Home Championship | 4 mars 1907     | Racecourse Ground, Wrexham          | Écosse               | 1 - 0 |        |
| 25 | British Home Championship | 18 mars 1907    | Craven Cottage, Londres             | Angleterre           | 1 - 1 |        |
| 26 | British Home Championship | 16 mars 1908    | Racecourse Ground, Wrexham          | Angleterre           | 1 - 7 |        |
| 27 | British Home Championship | 11 avril 1908   | Athletic Ground, Aberdare           | République d'Irlande | 0 - 1 |        |
| 28 | British Home Championship | 1er mars 1909   | Racecourse Ground, Wrexham          | Écosse               | 3 - 2 |        |
| 29 | British Home Championship | 15 mars 1909    | City Ground, Nottingham             | Angleterre           | 2 - 0 |        |
| 30 | British Home Championship | 20 mars 1909    | Grosvenor Park, Chester             | République d'Irlande | 2 - 3 | 1      |
| 31 | British Home Championship | 5 mars 1910     | Rugby Park, Kilmarnock              | Écosse               | 1 - 0 |        |
| 32 | British Home Championship | 14 mars 1910    | Cardiff Arms Park, Cardiff          | Angleterre           | 0 - 1 |        |
| 33 | British Home Championship | 11 avril 1910   | Racecourse Ground, Wrexham          | République d'Irlande | 4 - 1 |        |
| 34 | British Home Championship | 28 janvier 1911 | Windsor Park, Belfast               | République d'Irlande | 1 - 2 |        |
| 35 | British Home Championship | 6 mars 1911     | Ninian Park, Cardiff                | Écosse               | 2 - 2 |        |
| 36 | British Home Championship | 13 mars 1911    | The Den, Londres                    | République d'Irlande | 3 - 0 |        |
| 37 | British Home Championship | 2 mars 1912     | Tynecastle Park, Édimbourg          | Écosse               | 1 - 0 |        |
| 38 | British Home Championship | 11 mars 1912    | Racecourse Ground, Wrexham          | Angleterre           | 0 - 2 |        |
| 39 | British Home Championship | 13 avril 1912   | Ninian Park, Cardiff                | République d'Irlande | 2 - 3 |        |
| 40 | British Home Championship | 18 janvier 1913 | Grosvenor Park, Chester             | République d'Irlande | 0 - 1 |        |
| 41 | British Home Championship | 3 mars 1913     | Racecourse Ground, Wrexham          | Écosse               | 0 - 0 |        |
| 42 | British Home Championship | 17 mars 1913    | Ashton Gate, Bristol                | Angleterre           | 4 - 3 | 1      |
| 43 | British Home Championship | 19 janvier 1914 | Racecourse Ground, Wrexham          | République d'Irlande | 1 - 2 |        |
| 44 | British Home Championship | 28 février 1914 | Parkhead, Glasgow                   | Écosse               | 0 - 0 |        |
| 45 | British Home Championship | 16 mars 1914    | Ninian Park, Cardiff                | Angleterre           | 0 - 2 |        |
|    | Victory International     | 11 octobre 1919 | Victoria Ground, Stoke-on-Trent     | Angleterre           | 2 - 1 |        |
|    | Victory International     | 18 octobre 1919 | Ninian Park, Cardiff                | Angleterre           | 2 - 0 |        |
| 46 | British Home Championship | 14 février 1920 | The Oval, Belfast                   | République d'Irlande | 2 - 2 |        |
| 47 | British Home Championship | 26 février 1920 | Ninian Park, Cardiff                | Écosse               | 1 - 1 |        |
| 48 | British Home Championship | 15 mars 1920    | Highbury, Londres                   | Angleterre           | 1 - 2 |        |

Légende
- Victory International (non officiel)
- Victoire
- Nul
- Défaite

## Palmarès

### En club
Après un passage au Northwich Victoria Football Club, Billy Meredith retourne brièvement dans son premier club de football, Chirk, avec lequel il remporte la Coupe du pays de Galles en 1894. À Manchester City, il est promu en Football League First Division après avoir remporté le championnat de Second Division en 1898-1899. Il remporte également une Coupe d'Angleterre en 1903-1904.
Après avoir soudoyé un joueur, il quitte Manchester City pour le rival Manchester United et remporte dès sa première saison complète avec le club, en 1907-1908, un premier titre de First Division. L'année suivante, il remporte en début de saison le Charity Shield 1908  puis, de nouveau, la Coupe d'Angleterre en 1909. Lors de la saison 1910-1911, il est une nouvelle fois sacré champion d'Angleterre et remporte, en début de saison suivante, le Charity Shield de 1911.

### En sélection nationale
Avec le pays de Galles, Billy Meredith remporte deux British Home Championship, en 1907 et 1920.